# José Ángel Rovai
José Ángel Rovai (* 19. Oktober 1936 in Córdoba; † 19. Juni 2024 ebenda) war ein argentinischer Geistlicher und römisch-katholischer Bischof von Villa María.

## Leben
José Ángel Rovai besuchte das Kleine Seminar in Córdoba. Anschließend studierte er Philosophie und Katholische Theologie am Priesterseminar in Córdoba. Am 15. August 1963 empfing er in Córdoba durch den Erzbischof von Córdoba, Ramón José Castellano, das Sakrament der Priesterweihe für das Erzbistum Córdoba.
Nach der Priesterweihe war Rovai zunächst als Pfarrvikar tätig. Daneben erlangte er 1967 nach weiterführenden Studien an der Päpstlichen Katholischen Universität von Argentinien in Buenos Aires ein Lizenziat im Fach Katholische Theologie. Danach setzte er seine Studien in Rom fort, wo er 1972 an der Päpstlichen Universität Heiliger Thomas von Aquin ein Lizenziat im Fach Philosophie erwarb und 1974 an der Päpstlichen Universität Gregoriana mit der Arbeit La iglesia y la existencia cristiana en el pensamiento de san Buenaventura („Die Kirche und die christliche Existenz im Denken des heiligen Bonaventura“) zum Doktor der Theologie promoviert wurde. Außerdem erlangte er 1969 an der Vatikanischen Bibliotheksschule ein Diplom im Fach Bibliothekswissenschaft. Nach der Rückkehr in seine Heimat fungierte Rovai als Pro-Sekretär der Diözesankurie des Erzbistums Córdoba und als Bischofsvikar für den Klerus. Später lehrte er als Professor am Priesterseminar in Córdoba und an der Päpstlichen Katholischen Universität von Argentinien. Zudem wirkte er als Studiendirektor am Priesterseminar. Darüber hinaus war er auch an der Escuela de Formación Laical des Diözesanverbands Córdoba der Katholischen Aktion tätig.
Papst Johannes Paul II. ernannte ihn am 13. August 1999 zum Weihbischof in Córdoba und zum Titularbischof von Abaradira. Der Erzbischof von Córdoba, Carlos José Ñáñez, spendete ihm am 1. November desselben Jahres in der Kathedrale von Córdoba die Bischofsweihe; Mitkonsekratoren waren Estanislao Esteban Karlic, Erzbischof von Paraná, und José María Arancibia, Erzbischof von Mendoza. Während seiner Amtszeit als Weihbischof in Córdoba leitete Rovai zudem die Kommission für die Glaubenslehre und die Kultur in der Argentinischen Bischofskonferenz.
Papst Benedikt XVI. bestellte ihn am 3. Oktober 2006 zum Bischof von Villa María. Die Amtseinführung erfolgte am 3. Dezember desselben Jahres.
Am 28. Februar 2013 nahm Papst Benedikt XVI. das altersbedingte Rücktrittsgesuch von José Ángel Rovai an. Danach lebte Rovai im Monasterio Santa Catalina de Siena in Córdoba. Er starb im Juni 2024 im Alter von 87 Jahren im Instituto de Cardiología in Córdoba und wurde in der Kathedrale Inmaculada Concepción in Villa María beigesetzt.

## Schriften
- La iglesia y la existencia cristiana en el pensamiento de san Buenaventura. Pontificia Universitas Gregoriana, Rom 1974, OCLC 1112663485.
- Liberación y antropología. In: Guillermo Garlatti, Rubén Darío García, Carmelo Juan Giaquinta, José Ángel Rovai, Pablo Sudar, Gerardo Tomás Farrell (Hrsg.): Evangelización y liberación (= Teología (Sociedad Argentina de Teología). Band 1). Ediciones Paulinas, Buenos Aires 1986, ISBN 978-950-09-0640-1, S. 129–196 (sociedadargentinateologia.org [PDF; 27,0 MB]).
- Los fundamentos antropológicos de la moral en la Veritatis splendor. In: Carlos Alberto Scarponi (Hrsg.): La verdad los hará libres. Congreso internacional sobre la Encíclica Veritatis splendor. Ediciones Paulinas, Buenos Aires 2005, ISBN 978-950-09-1543-4, S. 55–76.